# Pristimantis pastazensis
Pristimantis pastazensis es una especie de anfibio anuro de la familia Craugastoridae.

## Distribución
Esta especie es endémica de la provincia de Tungurahua en Ecuador. Habita en el valle del Río Pastaza entre los 1800 y 1840 m de altitud en la Cordillera Oriental.

## Etimología
Su nombre de especie, compuesto de pastaz[a] y el sufijo en latín -ensis, que significa "que vive en, que vive", le fue dado en referencia al lugar de su descubrimiento, el Valle del río Pastaza.

## Publicación original
- Andersson, 1945 : Batrachians from East Ecuador, collected 1937, 1938 by Wm. Clarke-Macintyre and Rolf Blomberg. Arkiv for Zoologi, vol. 37, n.º 2, p. 1-88.[5]